# Non bussate a quella porta
Non bussate a quella porta (Don't Knock Twice) è un film horror britannico del 2016 diretto da Caradog W. James. Dal film è stato tratto un omonimo videogioco.

## Trama
Jess, madre di Chloe, è un'artista di successo con un passato da tossicodipendente che le ha impedito di prendersi cura di sua figlia. Ora che i problemi sono risolti la donna vorrebbe avere Chloe con sé e con il suo attuale marito, il ricco banchiere Ben, ma la ragazza non vuole saperne. Una sera, Chloe e il suo amico Danny sfidano una leggenda metropolitana secondo la quale bussando alla porta di una casa in cui viveva precedentemente una donna morta suicida si causerebbe il risveglio di un temibile demone. Chloe ha paura di tale casa poiché la donna era stata accusata anche di aver rapito il suo amico di infanzia Mike, tuttavia si lascia trasportare lo stesso: quella stessa sera Danny è attaccato da una forza sovrannaturale che lo fa sparire nel nulla, proprio mentre il ragazzo era in videochiamata con Chloe. Subito dopo anche lei viene attaccata dalla medesima forza sovrannaturale, dunque decide di rifugiarsi a casa della madre. Mentre Ben è via e le due provano a ricostituire il loro rapporto, incubi e strani eventi perseguitano madre e figlia: Tira, donna che è solita posare per Jess come modella, avvisa la donna che sua figlia è ormai in balia di qualcosa da cui non può salvarla. Man mano che eventi sovrannaturali continuano a verificarsi, Jess inizia ad indagare sulla scomparsa del piccolo Mike sperando che ciò serva a salvare la vita di Chloe.

## Accoglienza
Sull'aggregatore Rotten Tomatoes il film riceve il 23% delle recensioni professionali positive con un voto medio di 4,6 su 10 basato su 26 critiche.

## Videogioco
Un videogioco omonimo al film e con una trama quasi identica è stato pubblicato nel 2017 per Xbox One, PlayStation 4, Microsoft Windows e Nintendo Switch. Il videogioco, il cui gameplay prevede venga giocato in prima persona, viene classificato come survival horror ed è stato sviluppato da Wales Interactive. Secondo Metacritic, le versioni per PC e PlayStation hanno ricevuto un voto complessivo di 56 su 100 dalla critica specializzata, mentre quella per Nintendo è stata valutata con un punteggio di 34 su 100 secondo la medesima piattaforma.